# Ludwig Tieck
Johann Ludwig Tieck (Berlin, 1773. május 31. – Berlin, 1853. április 28.) német költő, író, kiadó, műfordító, a romantika képviselője. Peter Leberecht és Gottlieb Färber néven is publikált.

## Életrajzi adatok
1782-től Friedrichwerderben járt gimnáziumba, ahol Wilhelm Heinrich Wackenroderrel is megismerkedett. Később történelmet, irodalmat tanult Halléban (1792), Göttingenben (1792–1793, 1793–1794) és Erlangenben (1793, Wackenroderrel együtt). Egyetemi tanulmányainak tulajdonképpeni célja az volt, hogy író lehessen. Már fiatalkorában nagy figyelemmel tanulmányozta Shakespeare munkáit.
Miután visszatért Berlinbe, Nicolai felszólítására a Musäus és J. G. Müller által megindított Straussfedern című gyűjtemény számára több elbeszélést fordított és írt, az eredetiek közül a Die beiden merkwürdigsten Tage aus Sigmunds Leben (1796) a legbecsesebb. Ez időbe esik Abdallah (1795) és William Lovell (3 kötet, 1795—96) c. két regénye, amelyeket túlhajtott romantika és valótlan fantasztika jellemeznek. Természetesebb és egészséges humorával megnyerőbb a Peter Lebrecht c. műve (1795—96, 2. kötet), amelyhez a Volksmarchen von Peter Lebrecht (3 kötet, 1797) csatlakozik. A művészetek dicsőítése és rajongó vallásosság jellemzik Herzensergiessungen eines kunstliebenden Klosterbruders (1797) c. művét, ez kétségtelenné tette, hogy Tieck ez időben a katolicizmus felé hajlott. Nicolai ezért elfordult tőle és Tieck erre August Wilhelm Schlegelhez csatlakozott, aki őt a romantikus iskola elveinek és irányának megnyerte. Ezzel kezdődik a költő romantikus korszaka.
Jénában telepedett meg egy időre. Ez időből fő művei: Romantische Dichtungen (2 kötet, 1799—1800), mely a Zerbino c. vígjátékot és a Genovefa c. tragédiát tartalmazza. Kitűnő e korból Don Quijote fordítása (4 kötet, 1799—1801). 1801—02 ben Drezdában élt, azután Ziebingenben Odera-Frankfurt mellett, majd Münchenben és Rómában, mindenütt a középkor egyetemes irodalmának tanulmányozásán fáradozva. 1806-ban visszatért Rómából és ekkor szakított a romantikával és tudatosan iparkodott a való életet a befejezett és művészien megalkotott költői művekben rajzolni. Ez Tieck munkásságának harmadik korszaka, amelyben Goethe nyomdokait követi. Ide tartoznak Phantasus (3 kötet, 1812—17) és számos novellája (Novellenkranz, 4 kötet, 1831—35; összegyűjtött novellái, 14 kötet, 1835—42 stb.). Egyesek a német költészetnek maradandó becsű remekei. Egyúttal folytatta irodalomtörténeti működését, megírta a régi német színház történetét (Deutsches Theater, 2 kötet, 1817; jellemezte és fordította Shakespeare kortársait (Altenglisches Theater, 2 kötet, 1811), míg nagyszabású Shakespeare-műve, amelynek érdekében 1817-ben Angliában járt, terv maradt.
1819-től ismét Drezdában élt, ahová mint kitűnő felolvasó egész Európából és Amerikából vonzotta a műértőket. A August Wilhelm Schlegel által megkezdett Shakespeare-fordítást is ő fejezte be, leányának, Dorotheának (1799—1841) és Wolf Baudissin grófnak közreműködésével. Amikor Poroszországban IV. Frigyes Vilmos lépett trónra, a romantikus király tekintélyes évdíjat és titkos tanácsosi méltóságot adományozott a költőnek, aki azontúl Berlinben és Potsdamban élte utolsó éveit, sokat betegeskedve, de folyton munkálkodva. Költeményeit (3 kötet, 1821-23) és munkáit (Schriften, 20 kötet 1828-46) saját maga adta ki, de nem fejezhette be; hátrahagyott műveit Rudolf Köpke adta ki (2 kötet, 1855). Válogatott munkái sokféle kiadásban jelentek meg. Személyes érintkezésből írtak róla: Köpke, Erinnerungen aus dem Leben des Dichters (2 kötet, 1855) és Hermann von Friesen, Erinnerungen eines alten Freundes (2 kötet, 1871); hozzá intézett leveleit Holtei adta ki (Briefe an Tieck, 4 kötet, 1864). Válogatott műveit Klee (Leipzig, 1892, 3 kötet) és Witkowski (Leipzig, 1903, 4 kötet). 

## Művei összkiadásban
- Schriften. Bd. 1-28. Berlin: Reimer, 1828-1854 (Unter „Arno Schmidt Referenzbibliothek“ abrufbar (http://www.gasl.org/refbib/)
- Werke in vier Bänden. Nach dem Text der Schriften von 1828-1854, unter Berücksichtigung der Erstdrucke, hrsg. sowie mit Nachw. u. Anm. vers. von Marianne Thalmann. Bd. 1-4. München: Winkler, 1963-1966
- Schriften. In 12 Bänden. Hrsg. von Hans P. Balmes, Manfred Frank [u.a.] Frankfurt am Main: Deutscher Klassiker-Verlag, 1986ff
  - 1. Jugendwerke / Die Sommernacht / Schriften 1789-1793. Hrsg. von Achim Hölter, 1991 (= Bibliothek deutscher Klassiker. 64)
  - 6. Phantasus. 1985 (= Bibliothek deutscher Klassiker. 2)
  - 7. Gedichte. Hrsg. von Ruprecht Wimmer, 1995 (= Bibliothek deutscher Klassiker. 124)
  - 11. Der junge Tischlermeister / Die Vogelscheuche / Das Alte Buch / Eigensinn und Laune / Schriften 1834-1836. Hrsg. von Uwe Schweikert, 1988 (= Bibliothek deutscher Klassiker. 35)
  - 12. Vittoria Accorombona / Des Lebens Überfluss / Waldeinsamkeit / Schriften 1836-1852. Hrsg. von Uwe Schweikert, 1986 (= Bibliothek deutscher Klassiker. 13)

## Magyarul
- Vittoria Accorombona; ford. Zehery Éva; Európa, Bp., 1974 (Századok, emberek)
- A jénai iskola. Novalis (1772–1801), August Wilhelm von Schlegel (1767–1845), Friedrich von Schlegel (1772–1829), Johann Ludwig Tieck (1773–1853) versei; ford. Csengery Kristóf et al.; Interpopulart, Szentendre, 1994 (Populart füzetek)
- Az élet fényűző bősége. Elbeszélések; vál., utószó Hermann Hesse, ford. Horváth Géza, Tatár Sándor; Argumentum, Bp., 2014
- Wilhelm Heinrich Wackenroder–Ludwig Tieck: Egy művészetrajongó szerzetes vallomásai; ford., jegyz. Kelemen Pál, versford. Bartha Judit; Kijárat, Bp., 2019